# Unione di comuni Lombarda Mincio Po
L'Unione di comuni Lombarda Mincio Po è l'unione dei comuni di Serravalle a Po e Sustinente, così denominata nel febbraio 2016.